# Rezervația peisagistică Valea Mare
Rezervația peisagistică Valea Mare este o arie protejată, situată la sud de orașul Ungheni din raionul omonim, Republica Moldova (ocolul silvic Ungheni, Valea Mare, parcela 25; Moreni-Balta, parcelele 26, 27). Are o suprafață de 373 ha. Obiectul este administrat de Gospodăria Silvică de Stat Ungheni.

## Clasificare

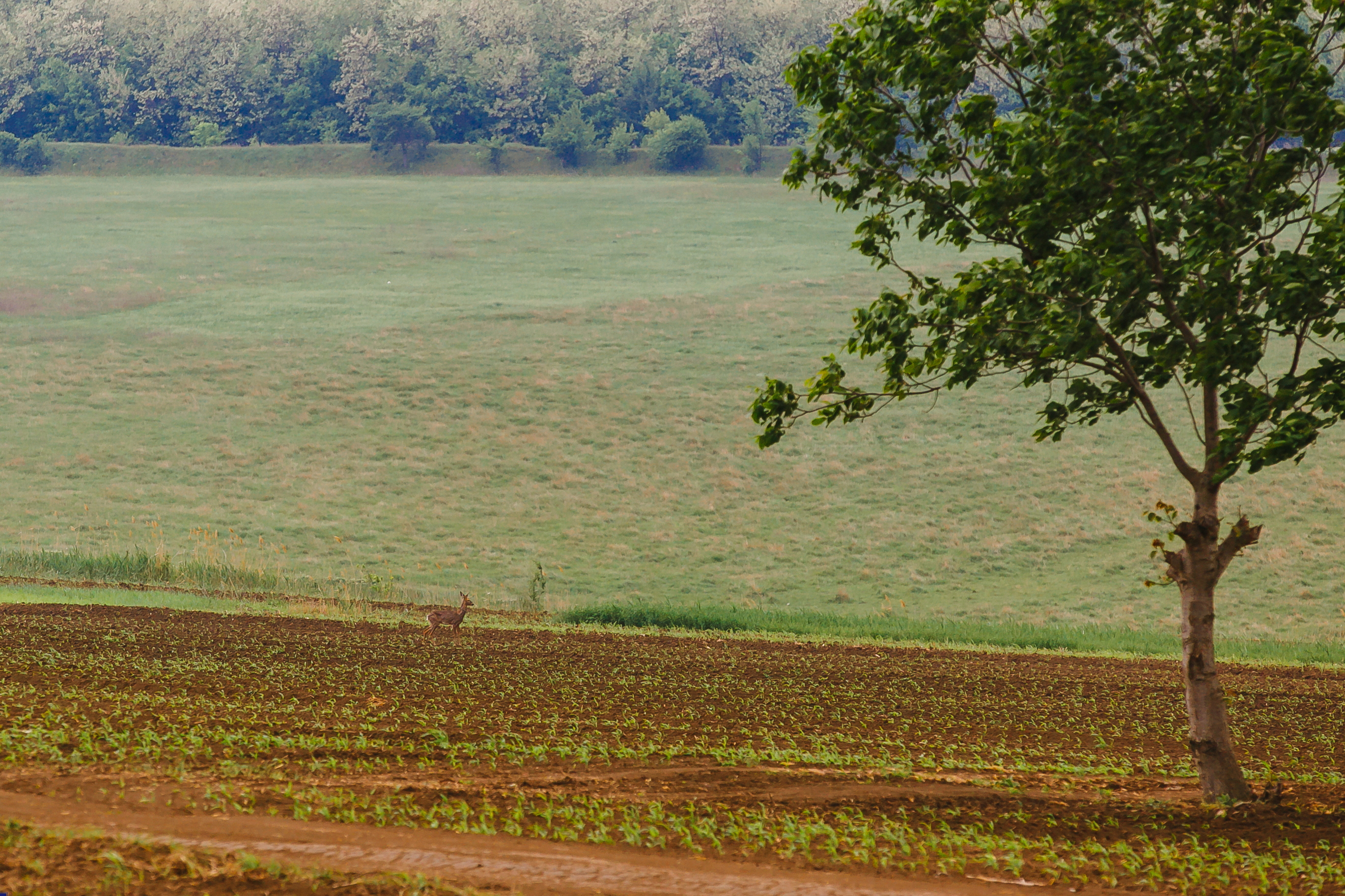
O căprioară în rezervație

Aria naturală a fost încadrată în etajul de silvostepă (Ss) cu trei tipuri de stațiune:
- silvostepă, luncă de zăvoi de salcie, productivitate superioară/mijlocie, sol aluvial, moderat humifer, rar și scurt inundabil;
- silvostepă, luncă de zăvoi de salcie, productivitate mijlocie, sol aluvial, amifigleic, anual prelungit inundabil;
- silvostepă, luncă de șleau, productivitate mijlocie, sol zonal freatic umed, neinundabil sau rar inundabil.

Au fost identificate trei tipuri de pădure, toate de productivitate mijlocie:
- zăvoi de plop alb;
- zăvoi de salcie;
- stejăreto-șleau de luncă din silvostepă.